# Genouillé, Vienne

Genouillé este o comună în departamentul Vienne, Franța. În 2009 avea o populație de 530 de locuitori.